# Angelica lignescens
Angelica lignescens là một loài thực vật có hoa trong họ Hoa tán. Loài này được Reduron & Danton mô tả khoa học đầu tiên năm 1997.